# Hoplitis kaszabi
Hoplitis kaszabi är en biart som beskrevs av Borek Tkalcu 2000. Hoplitis kaszabi ingår i släktet gnagbin, och familjen buksamlarbin. Inga underarter finns listade i Catalogue of Life.